# Котовка (Молдова)
Котовка (рум. Cotovca) — село в Сынжерейском районе Молдавии. Наряду с сёлами Старая Добруджа и Новая Добруджа входит в состав коммуны Старая Добруджа.

## География
Село расположено на высоте 126 метров над уровнем моря.

## Население
По данным переписи населения 2004 года, в селе Котовка проживает 61 человек (29 мужчин, 32 женщины).
Этнический состав села:
| Национальность | Число жителей | Процентный состав |
| -------------- | ------------- | ----------------- |
| молдаване      | 46            | 75.41             |
| украинцы       | 10            | 16.39             |
| русские        | 5             | 8.2               |
| Всего          | 61            | 100%              |